# Фонтане де Со
Фонтане де Со (фр. Fontanès-de-Sault) насеље је и општина у јужној Француској у региону Лангдок-Русијон, у департману Од која припада префектури Лиму.
По подацима из 2011. године у општини је живело 4 становника, а густина насељености је износила 0,76 становника/km². Општина се простире на површини од 5,29 km². Налази се на средњој надморској висини од 912 метара (максималној 1.600 m, а минималној 660 m).

## Демографија
| 1962. | 1968. | 1975. | 1982. | 1990. | 1999. | 2011. |
| ----- | ----- | ----- | ----- | ----- | ----- | ----- |
| 16    | 7     | 8     | 20    | 6     | 4     | 4     |

График промене броја становника у току последњих година